# Winning Grandma
Winning Grandma è un film muto del 1918 diretto da William Bertram.

## Trama
trama su AFI

## Produzione
Il film fu prodotto dalla Diando Film Corporation.

## Distribuzione
Distribuito dalla Pathé Exchange, il film uscì nelle sale cinematografiche USA il 18 agosto 1918. La Pathé Frères lo distribuì in Francia l'8 agosto 1919 con il titolo La Conquête de Grand-Maman.